# Étienne-Annet des Roys
Étienne-Annet des Roys est un homme politique français né le 31 mai 1788 à Saint-Cyr (Haute-Vienne), décédé le 1er juin 1868 au château d'Avrilly à Trévol (Allier). 

## Biographie
Fils de Claude-Étienne-Annet des Roys, officier de cavalerie, grand sénéchal de la noblesse du Limousin, député de la noblesse du Limousin aux États généraux de 1789, maire de Moulins de 1805 à 1816, comte héréditaire en 1821, et d'Anne Josèphe de Léonard de Saint Cyr, sa première épouse, il est issu d'une ancienne famille de la noblesse d'Auvergne. 
En 1810, il entre au conseil d’État comme auditeur. Placé auprès de Napoléon lors des campagnes de 1812 et 1813, il quitte le conseil d’État en 1814. 
Conseiller général de l'Allier, il est destitué en 1828, et rétabli dans ses fonctions en 1830. 
Il est nommé pair de France le 18 octobre 1832 et siège à la chambre des pairs jusqu'en 1848, soutenant les gouvernements successifs de la Monarchie de juillet.
Il meurt en 1868 en son château d'Avrilly, près de Moulins, hérité de son père et qui sera vendu en 1873.

### Mariage et descendance
Étienne Annet des Roys épouse en 1814 Jenny Hoche (1796-1867), unique enfant du général de la République Lazare Hoche et d'Adélaïde Dechaux. Elle lui apporte le domaine de Gaillefontaine, dans le Pays de Bray, en Normandie. Sept enfants sont issus de ce mariage :
- Marie Adélaïde Clotilde des Roys (1815-1816) ;
- Aimable Marie Stéphane des Roys (1816-1818) ;
- Aimable Claude des Roys, officier de cavalerie (1818-1870), marié en 1843 avec Elise de Domecq ;
- Étienne Jean Léopold des Roys (1820-1842) ;
- Joséphine Clotilde des Roys (1831-1832) ;
- Amélie des Roys (1833-1835) ;

- Ernest-Gabriel des Roys (1836-1903), auditeur au Conseil d'État sous le Second Empire, député de Seine-Inférieure de 1870 à 1876 , marié en 1862 avec Marie Jeannette Mathilde Parent[4].

### Source
« Étienne-Annet des Roys », dans Adolphe Robert et Gaston Cougny, Dictionnaire des parlementaires français, Edgar Bourloton, 1889-1891 [détail de l’édition]